# Cheynes
Cheynes ist ein kleiner Ort im australischen Bundesstaat Western Australia. Es liegt etwa 30 Kilometer östlich von Albany. Der Ort liegt im traditionellen Siedlungsgebiet des Aborigines-Stammes der Mineng.

## Geografie
Der Ort Cheynes besteht hauptsächlich aus Wildnis. Die bewohnten Häuser sind lediglich im Norden zu finden. Westlich des Ortes liegt Manypeaks und nördlich Green Range. Die vorm Ort liegende Bald Island gehört auch zum Ort.
Im Süden und Osten hat Cheynes etwa 35 Kilometer Küste an der Great Australian Bight. Dort liegen einige Strände, unter anderem Cheynes Beach, Mermaid Point, Lookout Point und Norman’s Beach. Die Landspitzen Mermaid Point, Channel Point und Lookout Point liegen ebenfalls in Cheynes.
Außerdem liegen im Ort verschiedene Naturreservate wie etwa Cheynes Road Nature Reserve, Mount Manypeaks Nature Reserve, Arpenteur Nature Reserve und Bald Island Nature Reserve auf Bald Island.

## Bevölkerung
Der Ort Cheynes hatte 2016 eine Bevölkerung von 11 Menschen, davon fünf männlich und sechs weiblich.
Das durchschnittliche Alter in Cheynes liegt bei 51 Jahren, 13 Jahre mehr als der australische Durchschnitt von 38 Jahren. Im Ort leben keine Kinder.